# Il fratello d'armi
Il fratello d'armi è un dramma in versi di Giuseppe Giacosa. Venne rappresentato per la prima volta al Teatro Gerbino di Torino il 15 ottobre 1877, dalla compagnia Bellotti-Bon.
Il lavoro è dedicato «a Vittorio Avondo, pittore».

## Trama
La vicenda ha luogo nel castello di Soana in Valsoana, circa nel 1270.

### Atto primo
Ugone e Valfrido hanno partecipato insieme a una crociata, durante la quale Ugone ha salvato la vita a Valfrido. Essi sono così divenuti fratelli d'armi, e Valfrido ha giurato fedeltà ad Ugone, dimenticando le contese che da tempi antichi dividono i Soana e gli Arundello, le loro casate.
Tornati in patria, il castello di Ugone viene posto sotto assedio dagli Arundello. Valfrido, memore del giuramento, è passato con i Soana ed è riconosciuto dai soldati come uno dei capitani. Un'altra riconosciuta autorità nel castello è la sorella di Ugone, Bona, bellezza altezzosa, sulla quale pende una sinistra profezia fatta molti anni prima da una vecchia pazza: «Le belle fra di loro avran lite, ed arderà il castello per opra dello stesso per cui fu eretto». La profezia è talmente temuta che il padre di Bona era giunto ad ucciderne la sorella minore, per evitare che potesse avverarsi. Un'altra beltà però si trova nel castello: è una donna che aveva rifiutato di sposare Arimanno, fratello maggiore di Ugone, e poi fatta prigioniera dai Soana perché accusata della morte di Arimanno, colpito mentre cercava di rapirla.
Ibleto, un cugino di Valfrido, riesce a penetrare nel castello fingendosi mercenario e offrendo i suoi servizi ad Ugone. Egli ascolta Aimone che narra agli altri soldati, interrotto dai lazzi e dai versi del giullare Fiorello, le storie del castello, e parla di un passaggio segreto, una pietra girevole, per mezzo della quale sarebbe possibile penetrare nelle prigioni del castello. Ibleto riesce poi a mettersi in contatto con Valfrido, che non accetta di tornare a combattere per la sua casata e invano prega Ibleto di porre fine alla guerra. Valfrido consegna Ibleto a Ugone, il quale però ritiene ingiusto catturare un nemico senza combattere, e gli consente di uscire dal castello. Ugone, commosso dalla fedeltà di Valfrido, gli rivela un segreto: è innamorato di una donna alla quale non può rivelarsi e di cui non vuole svelare l'identità, e chiede a Valfrido di chiuderla in convento se egli dovesse morire, per evitare che cada in mano d'altri; Ugone dirà il nome dell'amata solo in punto di morte.

### Atto secondo
Valfrido si è invaghito della donna prigioniera dei Soana, Berta di Noasca, e riesce a parlarle segretamente corrompendone la vecchia guardiana con l'aiuto di Fiorello, col quale aveva scherzato a proposito dei rispettivi presunti amori. Valfrido promette a Berta che cercherà di parlare in suo favore a Ugone.
Nonostante l'accortezza di Fiorello, Bona si accorge del colloquio tra Valfrido a Berta. Bona, pur continuando a mostrare superbia e distacco, si è innamorata di Valfrido, e per eliminare l'inaspettata rivale implora Ugone, fingendo di provare pietà per lei, di liberare Berta, facendola fuggire dal passaggio segreto. Ugone non crede ai sentimenti pietosi della sorella e nella discussione che ne segue la costringe ad ammettere il suo interesse per Valfrido. Anche Ugone però finisce col rivelare i suoi veri sentimenti: egli è innamorato di Berta, e non vuole credere alle attenzioni che secondo la sorella Valfrido le rivolgerebbe. Bona assicura che gliene darà la prova.

### Atto terzo
Bona fa in modo che si organizzi un nuovo convegno notturno tra Berta e Valfrido. Mentre i due sono intenti a giurarsi reciproco amore, vengono sorpresi da Ugone e dalla stessa Bona. Ugone, furibondo, minaccia di uccidere Valfrido e la stessa Berta. Valfrido non comprende l'ira di Ugone, finché quest'ultimo confessa che Berta è la donna che amava segretamente, sapendo che il suo amore per lei, causa della morte del fratello, era indegno.
Improvvisamente, gli assedianti tentano di penetrare nel castello. Valfrido rimane fedele a Ugone e vorrebbe mettersi al comando dei Soana, ma Ugone glielo impedisce, gli impone di restituire la spada e lo consegna a Bona affinché lo tenga prigioniero e lo sorvegli.

### Atto quarto
Berta ha compreso che anche Bona è innamorata di Valfrido e la supplica di lasciarlo libero. Bona rifiuta e annuncia a Berta che le sarà concesso di fuggire e tornare dai suoi parenti. Berta implora Bona di poter rivedere Valfrido ancora una volta. Bona inizialmente rifiuta, e si convince a condurre Berta da Valfrido solo quando Fiorello, sopraggiunto, confessa di essere stato innamorato proprio di Bona: Fiorello accompagnerà Berta nella fuga ma, per scontare un sentimento così temerario, non potrà più fare ritorno. Berta può così congedarsi da Valfrido annunciandogli che non si potranno più rivedere.
Valfrido, solo nella sua prigione, è sconsolato; gli pare di avere ampiamente ripagato il debito contratto con Ugone e rimpiange di non avere combattuto contro i Soana. All'improvviso, entra nella prigione Ibleto, che ha scoperto il passaggio segreto. Ibleto, che si è anche impossessato delle chiavi della cella, cerca di convincere Valfrido a uscire e appiccare il fuoco al castello, mentre gli assedianti simulano un attacco sul lato opposto. Ma in Valfrido ha il sopravvento il sentimento di fedeltà verso Ugone: egli rifiuta di aiutare il cugino e cerca di chiamare aiuto. Ugone e i suoi accorrono e trovano Valfrido ucciso da Ibleto. Ugone, disperato, si sente come se fosse egli stesso l'uccisore del fedele fratello d'armi, e rinuncia alla difesa, ordinando di aprire le porte ai nemici, come per dare degna sepoltura a Valfrido: «la rocca che si spiana sulla fè d'Arundello, sull'onta di Soana».